# Catagramma aerias
Catagramma aerias är en fjärilsart som beskrevs av Frederick DuCane Godman och Osbert Salvin 1883. Catagramma aerias ingår i släktet Catagramma och familjen praktfjärilar. Inga underarter finns listade i Catalogue of Life.